# Arbot
Pour les articles homonymes, voir Jean-Pierre Arbot.
Pour les articles ayant des titres homophones, voir Arbaud, Arbeau et Arbo (homonymie).
Arbot est une commune française située dans le département de la Haute-Marne, en région Grand Est.

## Géographie

### Localisation

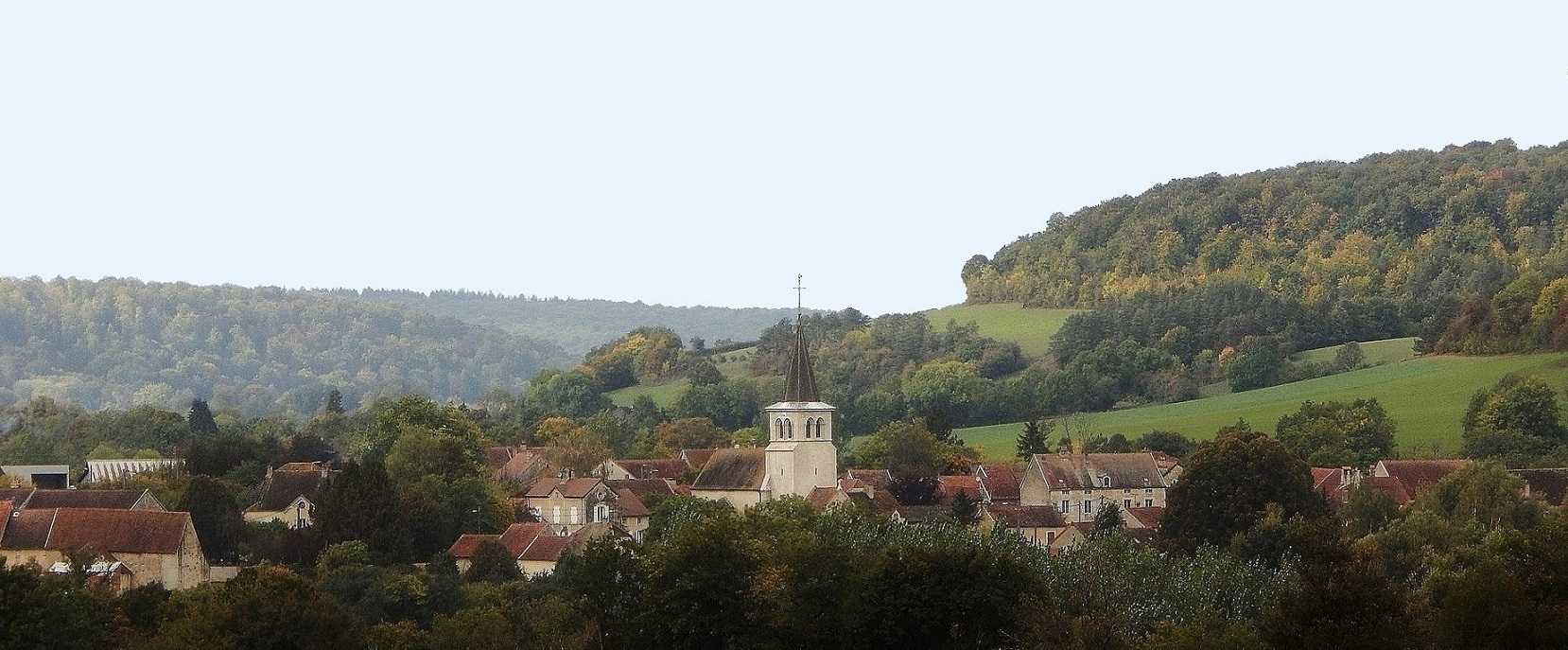
Vue générale

Arbot se situe à 31 km à l'ouest de Langres.
| Rouvres-sur-Aube       | Giey-sur-Aujon  | Saint-Loup-sur-Aujon |
|                        | Arbot           | Aulnoy-sur-Aube      |
| Buxerolles (Côte-d'Or) | Colmier-le-Haut | Germaines            |

### Hydrographie
La commune est dans la région hydrographique « la Seine de sa source au confluent de l'Oise (exclu) » au sein du bassin Seine-Normandie. Elle est drainée par l'Aube, le ruisseau de Val Verse, le ruisseau Longereau, le ruisseau d'Erelles et divers autres petits cours d'eau,.
L'Aube, d'une longueur de 249 km, prend sa source dans la commune d'Auberive et se jette  dans la Seine à Marcilly-sur-Seine, après avoir traversé 82 communes.

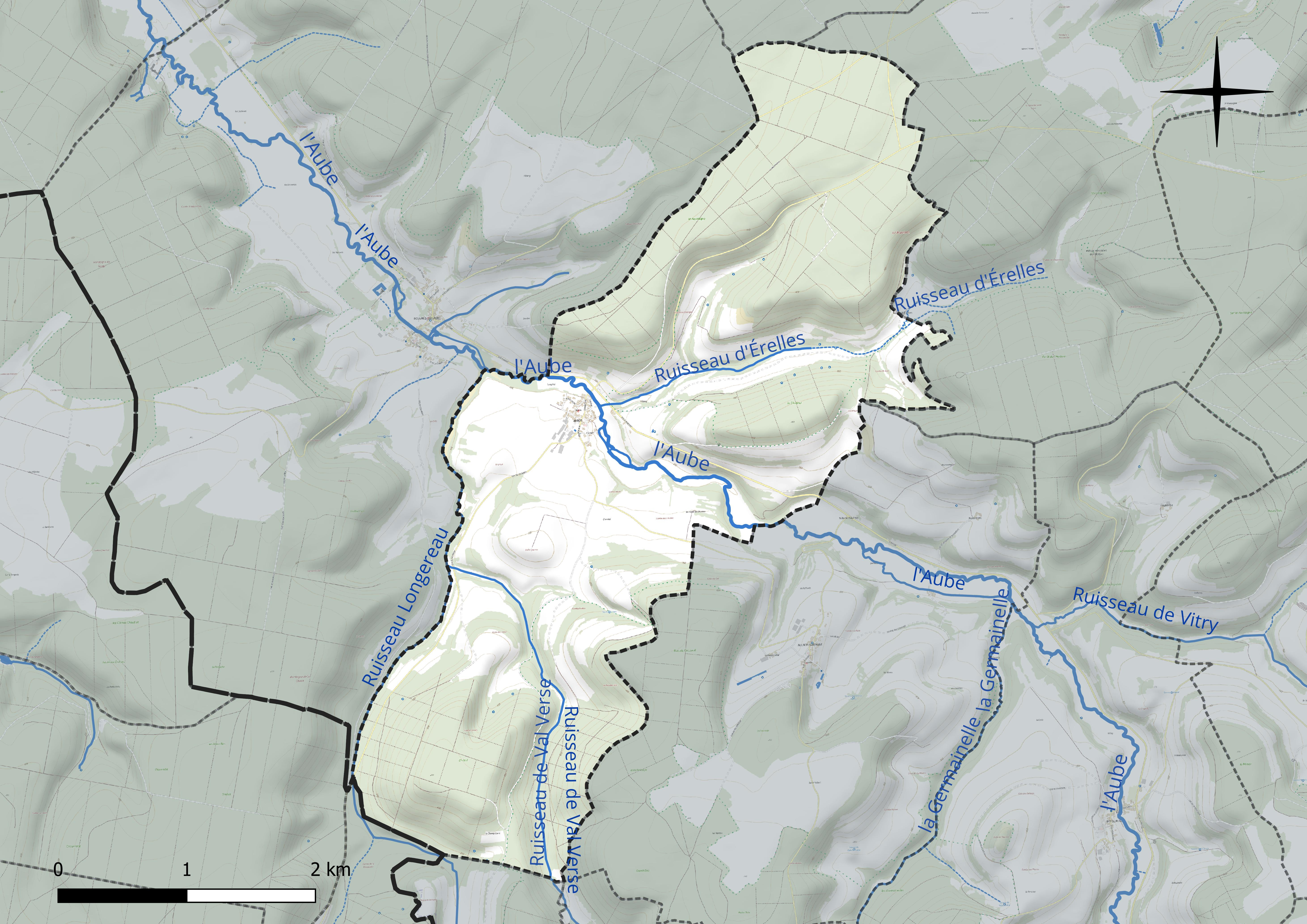
Réseau hydrographique d'Arbot.

### Climat
Pour des articles plus généraux, voir Climat du Grand Est et Climat de la Haute-Marne.
En 2010, le climat de la commune est de type climat des marges montargnardes, selon une étude du Centre national de la recherche scientifique s'appuyant sur une série de données couvrant la période 1971-2000. En 2020, Météo-France publie une typologie des climats de la France métropolitaine dans laquelle la commune est exposée à un climat océanique altéré et est dans la région climatique Lorraine, plateau de Langres, Morvan, caractérisée par un hiver rude (1,5 °C), des vents modérés et des brouillards fréquents en automne et hiver.
Pour la période 1971-2000, la température annuelle moyenne est de 10,2 °C, avec une amplitude thermique annuelle de 16,6 °C. Le cumul annuel moyen de précipitations est de 946 mm, avec 13 jours de précipitations en janvier et 8,9 jours en juillet. Pour la période 1991-2020, la température moyenne annuelle observée sur la station météorologique de Météo-France la plus proche, « Saint-loup-sur-aujon_sapc », sur la commune de Saint-Loup-sur-Aujon à 7 km à vol d'oiseau, est de 10,5 °C et le cumul annuel moyen de précipitations est de 918,0 mm. 
La température maximale relevée sur cette station est de 39,9 °C, atteinte le 25 juillet 2019 ; la température minimale est de −22 °C, atteinte le 20 décembre 2009,,.
Les paramètres climatiques de la commune ont été estimés pour le milieu du siècle (2041-2070) selon différents scénarios d'émission de gaz à effet de serre à partir des nouvelles projections climatiques de référence DRIAS-2020. Ils sont consultables sur un site dédié publié par Météo-France en novembre 2022.

## Urbanisme

### Typologie
Au 1er janvier 2024, Arbot est catégorisée commune rurale à habitat dispersé, selon la nouvelle grille communale de densité à sept niveaux définie par l'Insee en 2022.
Elle est située hors unité urbaine et hors attraction des villes,.

### Occupation des sols
L'occupation des sols de la commune, telle qu'elle ressort de la base de données européenne d’occupation biophysique des sols Corine Land Cover (CLC), est marquée par l'importance des forêts et milieux semi-naturels (60,1 % en 2018), une proportion identique à celle de 1990 (60,1 %). La répartition détaillée en 2018 est la suivante : 
forêts (60,1 %), terres arables (21,5 %), zones agricoles hétérogènes (15,4 %), prairies (3 %). L'évolution de l’occupation des sols de la commune et de ses infrastructures peut être observée sur les différentes représentations cartographiques du territoire : la carte de Cassini (XVIIIe siècle), la carte d'état-major (1820-1866) et les cartes ou photos aériennes de l'IGN pour la période actuelle (1950 à aujourd'hui).

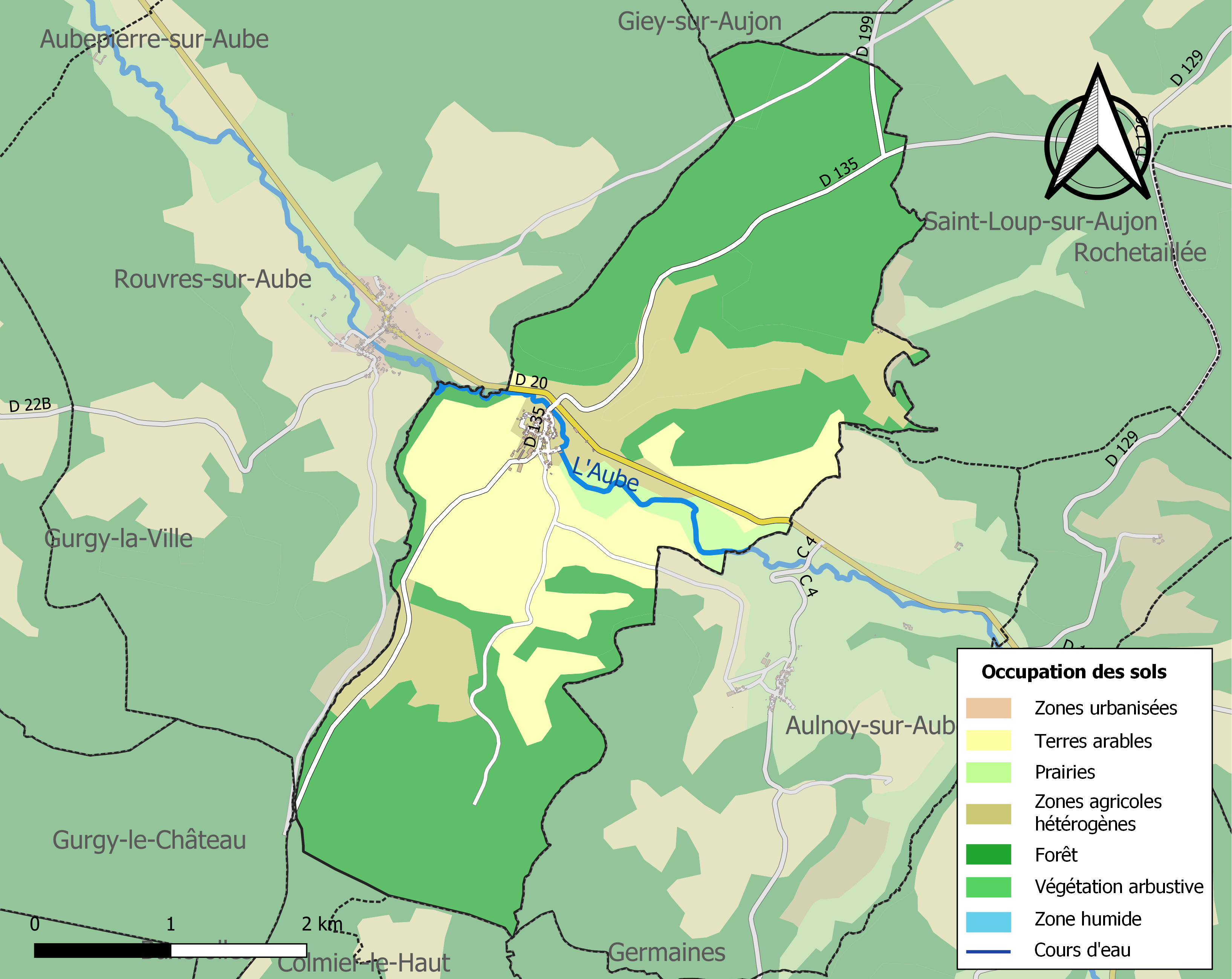
Carte des infrastructures et de l'occupation des sols de la commune en 2018 (CLC).

## Toponymie
Le nom de la localité est attesté sous les formes Alboth (1194) ; Arbout (1223) ; Arbot (1244) ; Albout (1253) ; Albotum (1264) ; Arbotum (1334) ; Arbou (1464).

II semble qu'on ait fait également usage en toponymie de diminutifs de noms de cours d'eau, pris isolément en l'absence du toponyme simple. La localité d'Arbot, jadis Albot, située sur les bords de l'Aube, semble justifier cette supposition.

## Politique et administration
| Période                                  | Période         | Identité         | Étiquette  | Qualité                                   |
| ---------------------------------------- | --------------- | ---------------- | ---------- | ----------------------------------------- |
| Les données manquantes sont à compléter. |                 |                  |            |                                           |
| mars 2001                                | mars 2014       | Alain Douard     |            |                                           |
| mars 2014                                | 15 octobre 2018 | Jean-Paul Bidaut | Reconquête | Retraité                                  |
| 15 octobre 2018                          | 2020            | Jean Noirot      |            | Premier adjoint faisant fonction de maire |
| 2020                                     | En cours        | Jean-Paul Bidaut |            |                                           |

## Population et société

### Démographie
L'évolution du nombre d'habitants est connue à travers les recensements de la population effectués dans la commune depuis 1793. Pour les communes de moins de 10 000 habitants, une enquête de recensement portant sur toute la population est réalisée tous les cinq ans, les populations de référence des années intermédiaires étant quant à elles estimées par interpolation ou extrapolation. Pour la commune, le premier recensement exhaustif entrant dans le cadre du nouveau dispositif a été réalisé en 2008.

En 2022, la commune comptait 64 habitants, en évolution de −11,11 % par rapport à 2016 (Haute-Marne : −4,62 %, France hors Mayotte : +2,11 %).
| 1793 | 1800 | 1806 | 1821 | 1831 | 1836 | 1841 | 1846 | 1851 |
| ---- | ---- | ---- | ---- | ---- | ---- | ---- | ---- | ---- |
| 182  | 253  | 253  | 279  | 317  | 311  | 324  | 302  | 317  |

| 1856 | 1861 | 1866 | 1872 | 1876 | 1881 | 1886 | 1891 | 1896 |
| ---- | ---- | ---- | ---- | ---- | ---- | ---- | ---- | ---- |
| 314  | 330  | 312  | 291  | 281  | 269  | 263  | 243  | 213  |

| 1901 | 1906 | 1911 | 1921 | 1926 | 1931 | 1936 | 1946 | 1954 |
| ---- | ---- | ---- | ---- | ---- | ---- | ---- | ---- | ---- |
| 185  | 162  | 156  | 137  | 153  | 171  | 138  | 165  | 149  |

| 1962 | 1968 | 1990 | 1999 | 2006 | 2008 | 2013 | 2018 | 2022 |
| ---- | ---- | ---- | ---- | ---- | ---- | ---- | ---- | ---- |
| 140  | 133  | 94   | 82   | 73   | 71   | 69   | 69   | 64   |

## Économie
- Exploitations agricoles.

## Culture locale et patrimoine

### Lieux et monuments
- L'église paroissiale Saint-Pierre-ès-Liens[22],[23].